# Beauveria
Beauveria — рід грибів родини Cordycipitaceae. Назва вперше опублікована 1912 року.

## Поширення та середовище існування

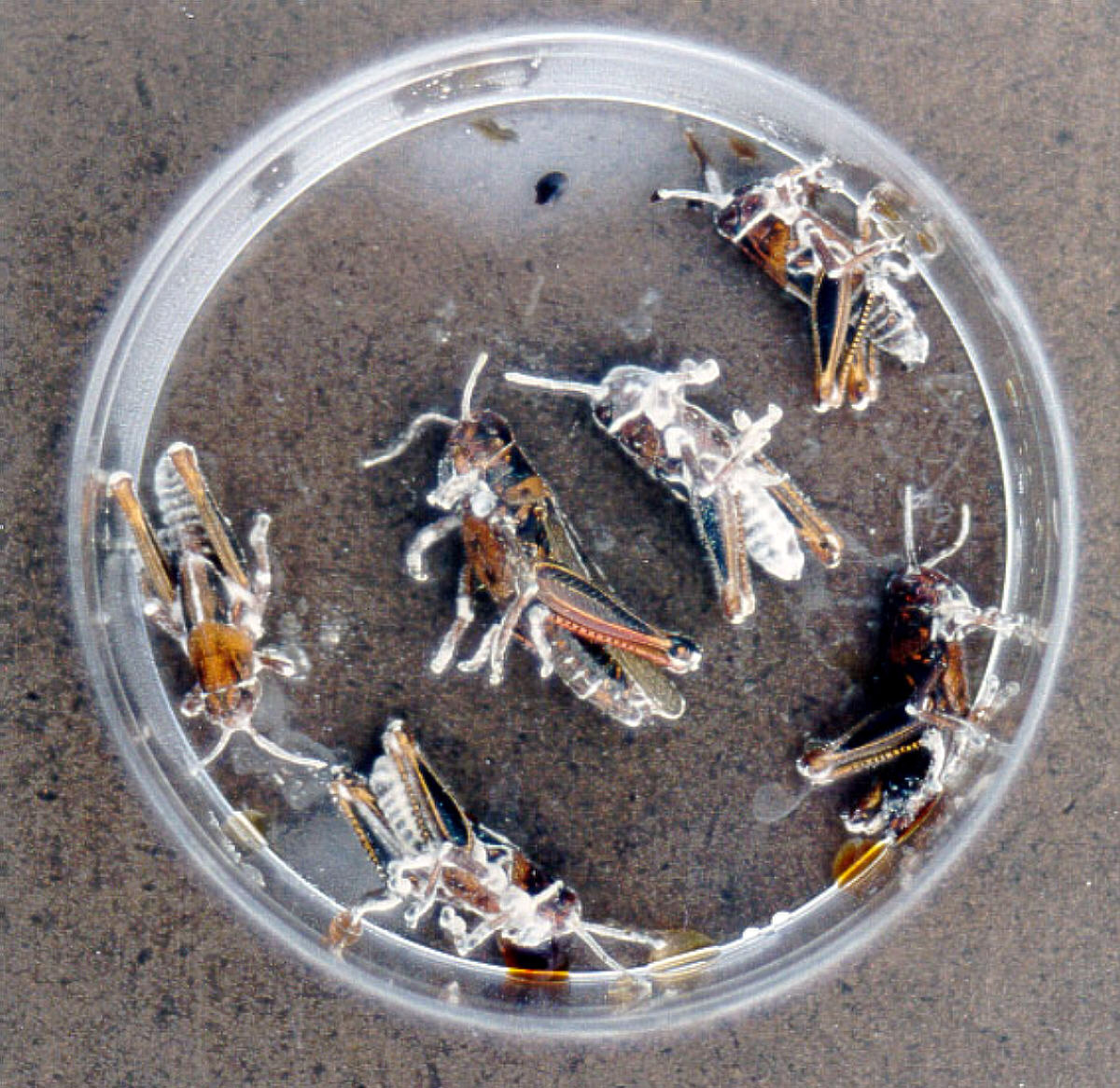
Beauveria bassiana на кониках

Деякі види є патогенами комах. 

## Практичне використання
Beauveria bassiana використовується як біологічний пестицид, інсектицид для боротьби з низкою шкідників, таких як терміти, трипси, білокрилки, попелиці та різні жуки. Використання в боротьбі з клопами та комарами, що передають малярію, досліджується.